# Strängsereds församling
Strängsereds församling var en församling i Skara stift och i Ulricehamns kommun. Församlingen uppgick 2006 i Hössna församling.

## Administrativ historik
Församlingen har medeltida ursprung. Det finns dokument som anger församlingen som ett kapellag i Gullereds församling från 1548 till 29 juli 1887, men i praktiken fungerade församlingen som en separat församling med egna kyrkoböcker. 
Församlingen var annexförsamling i pastoratet Hössna, Strängsered och Gullered som till 1554 även omfattade Kinnareds och Tissereds församlingar och från 1962 även Bönw, Knätte och Liareds församlingar och från 1983 även Kölingareds församling. Församlingen uppgick 2006 i Hössna församling.

## Kyrkor
- Strängsereds kyrka